# Bathygobius fishelsoni
Bathygobius fishelsoni és una espècie de peix de la família dels gòbids i de l'ordre dels cipriniformes que es troba al Mar Roig.